# Богурча (Кам'янка)
Бавурчи́ (крим. Bavurçı), Богурча́, також Ка́м'янка — місцевість в Сімферополі, у Київському районі міста, колишнє село. На північний схід на плато Ташлик забудовується новий житловий масив Колективні сади або Кам'янський, а на сході знаходиться Боурча-Ілга (Кам'янська балка).

## Опис
Розташована на північному сході міста. На півдні межує з районом Свобода, на заході з районом Новий Абдал (Біле), на півночі обмежується районом Хошкельди, на південному сході схилами гори Ташлик.
Масив займає 340 гектарів та налічує 92 садівничих товариства. Тут постійно мешкають близько 20 тисяч людей.
Головні вулиці — Проспект Перемоги, вулиці Сінокосна, Сільська.
У районі знаходиться мечеть Бавурчи Джамісі, християнський цвинтар.
Також в районі починається річка Абдалка, що колись також мала назву Боурча.
У Кам'янці розташований головний полігон міста, що був офіційно закритий у 2017 році для рекультивації. Ініціативна група місцевих жителів виступає проти запуску сміттєсортувального комплексу.

### Кам'янська балка
Кам'янська балка, Боурча-Ілга (крим. Bourça yılğa) — балка на східній околиці місцевості. Тут знаходиться кілька озер, що пересихають, з яких починається річка Абдалка(Боурча).

## Історія
У часи Кримського ханства село входило до Акмечетського кадилика Акмечетського каймаканства, вперше зустрічається в Камеральному описі Криму 1784 року.
21 серпня 1945 року Богурча перейменована на Кам'янку указом Президії Верховної Ради РРФСР.
31 серпня 1989 року село було включено до складу Сімферополя рішенням Верховної Ради УРСР.

## Галерея

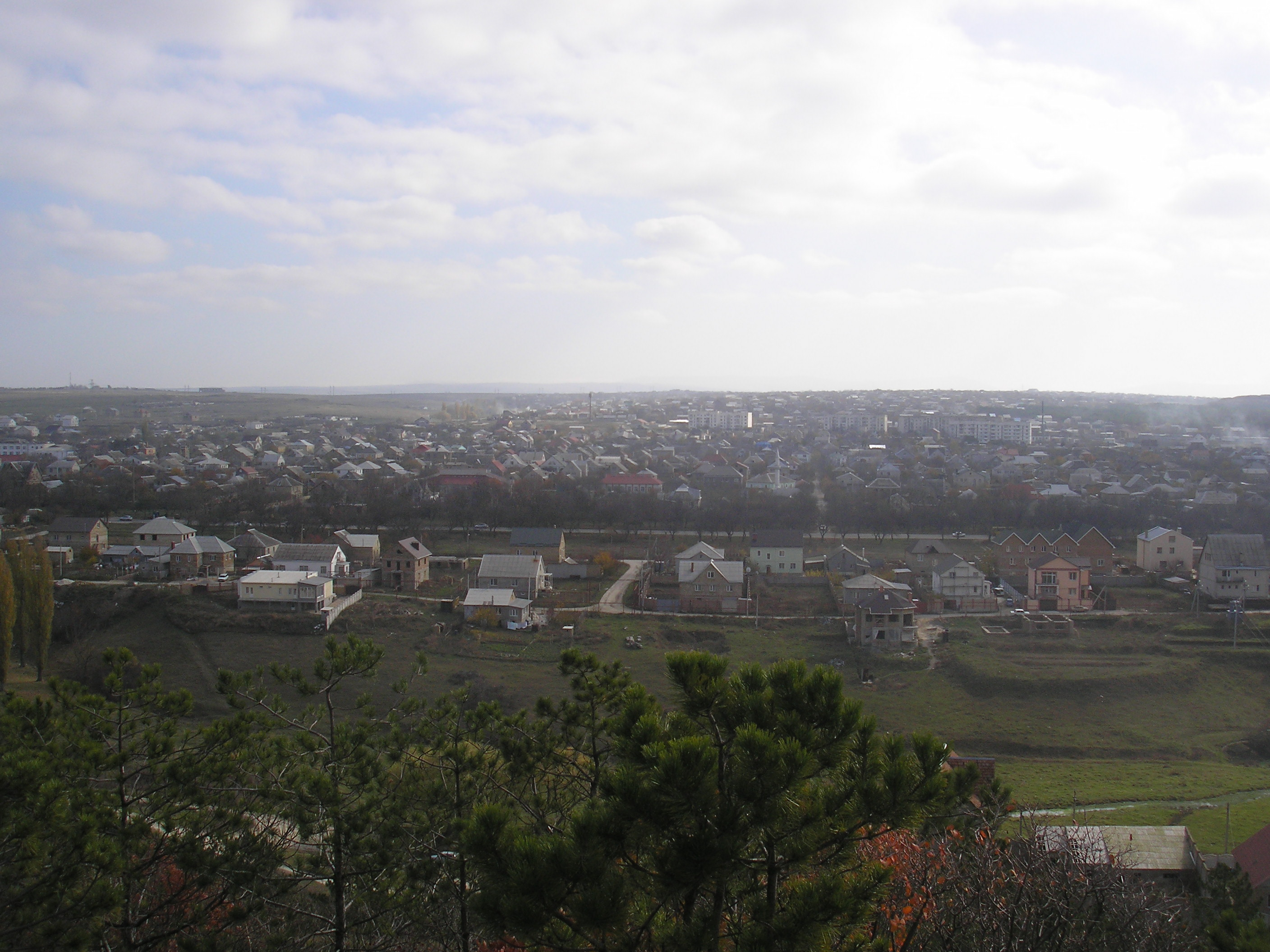
Богурча (Кам'янка)
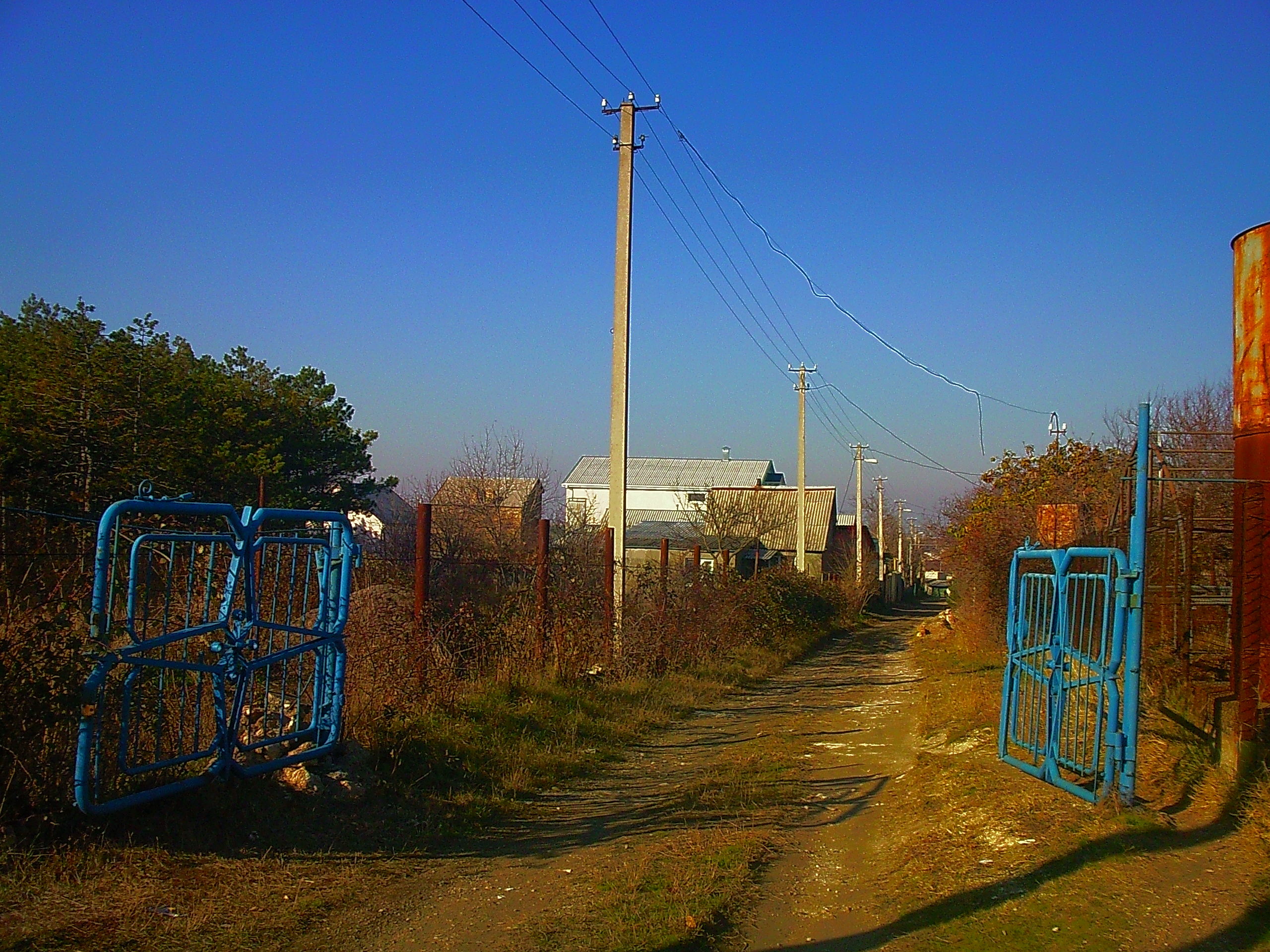
Колективні сади (Кам'янський)
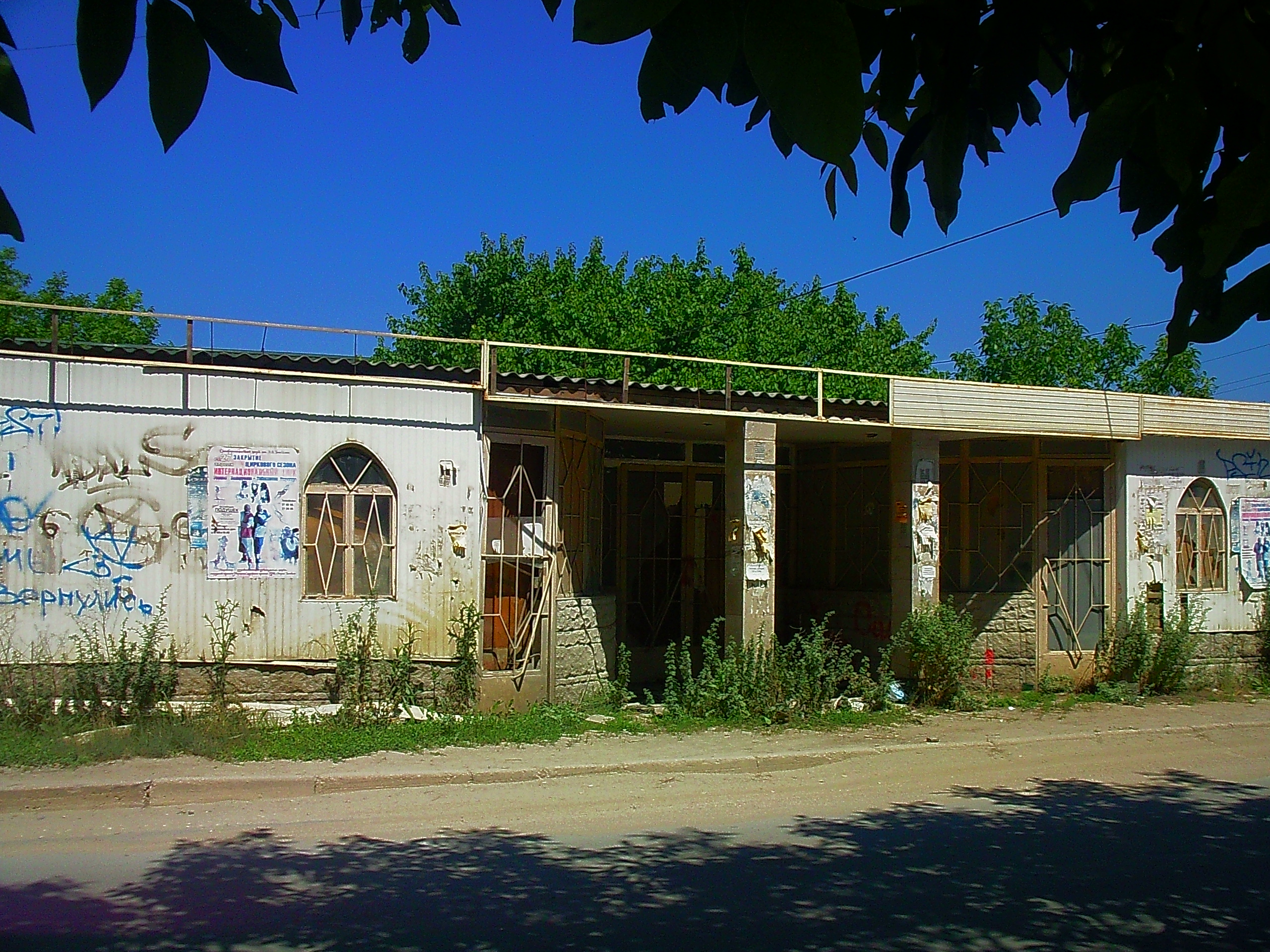
Колективні сади (Кам'янський)
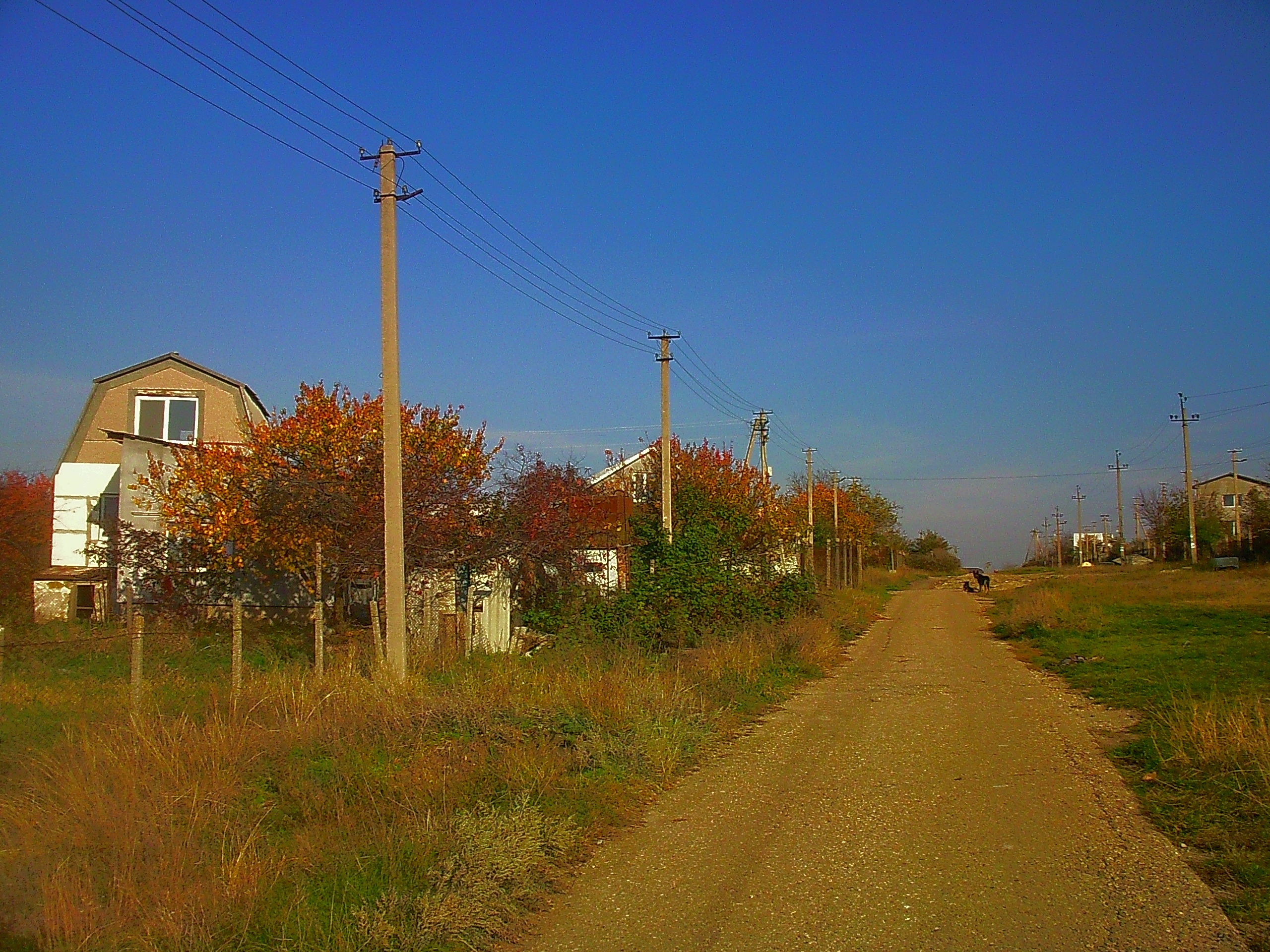
Колективні сади (Кам'янський)
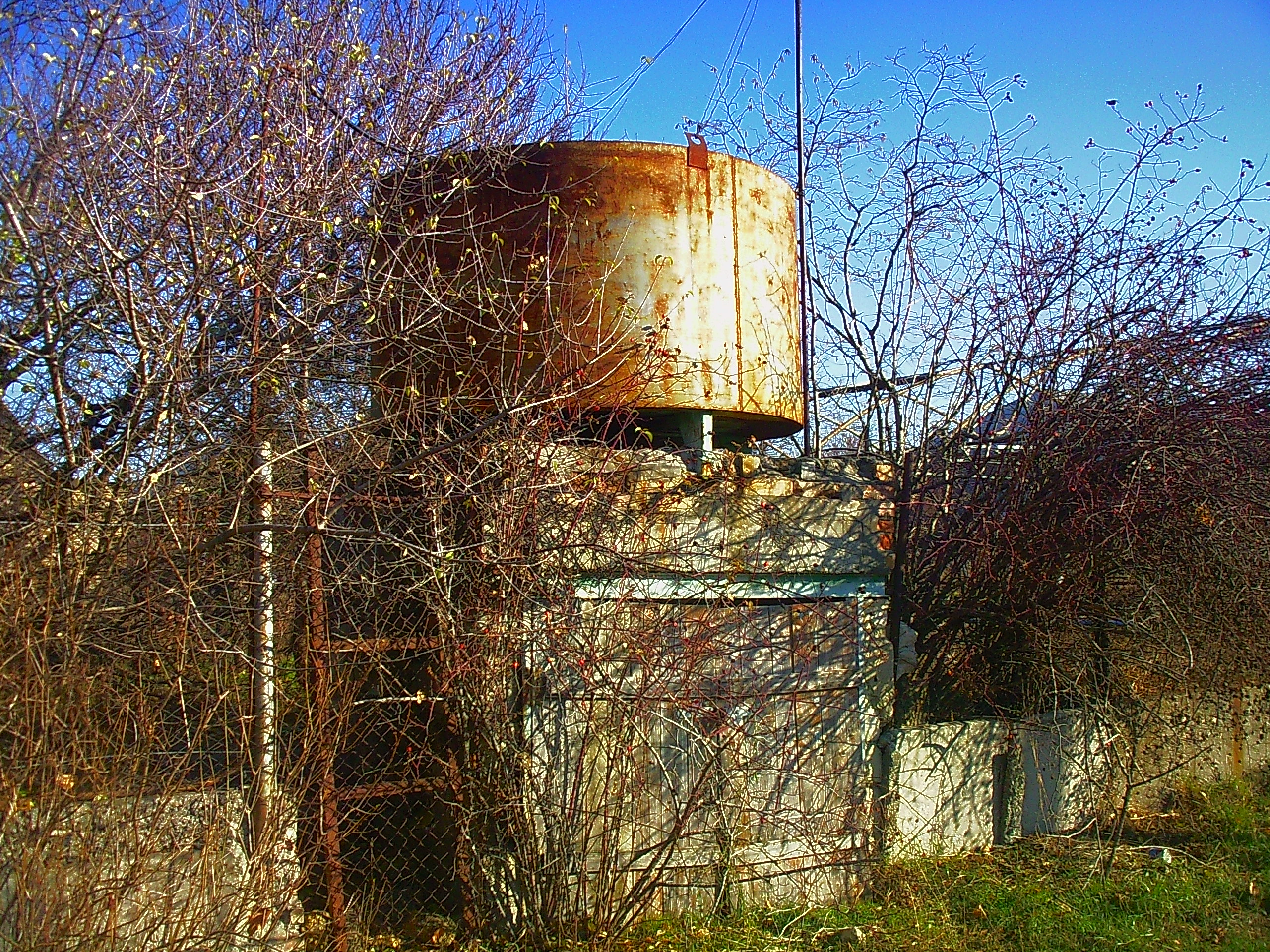
Колективні сади (Кам'янський)
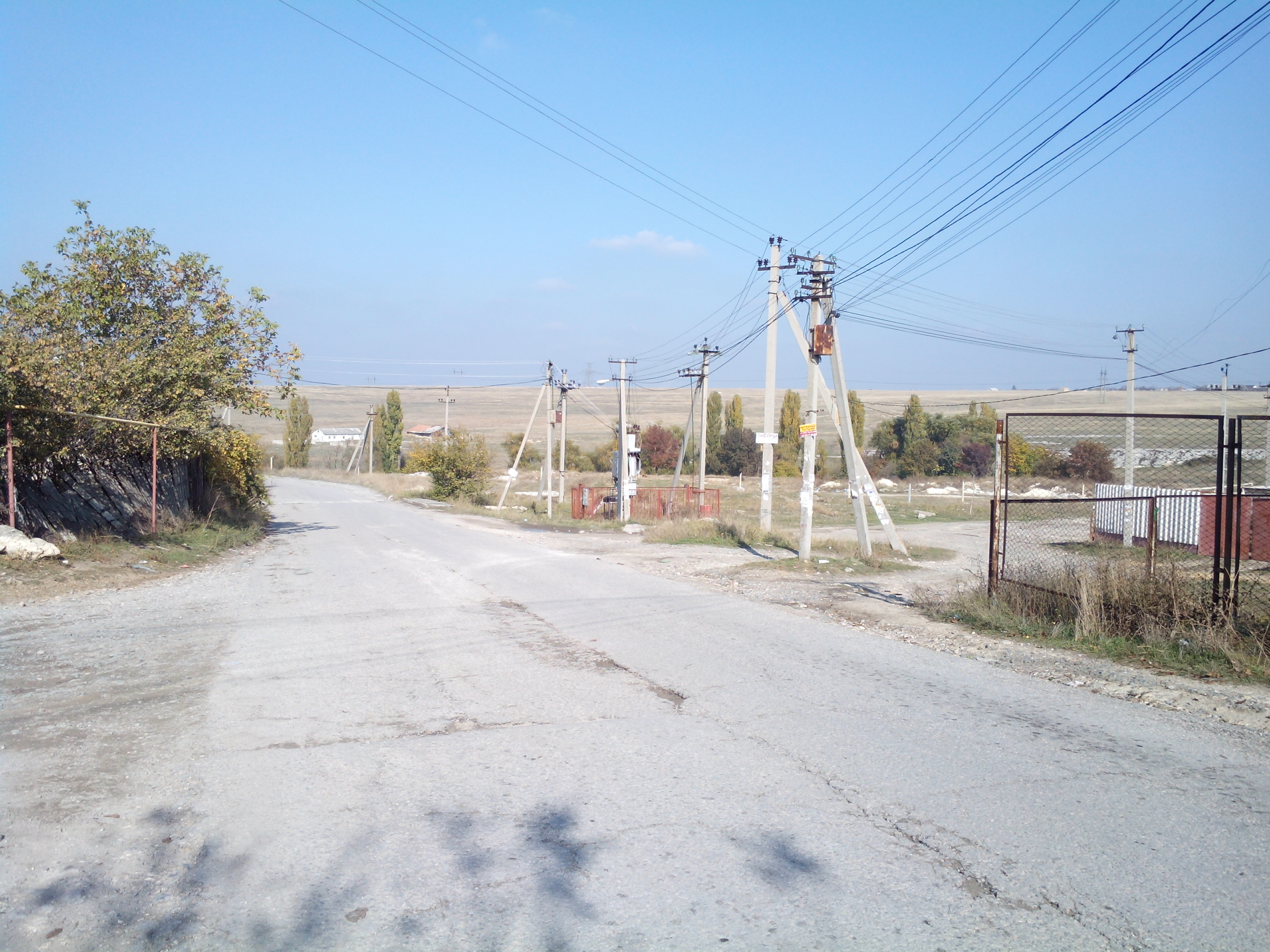
Колективні сади (Кам'янський)
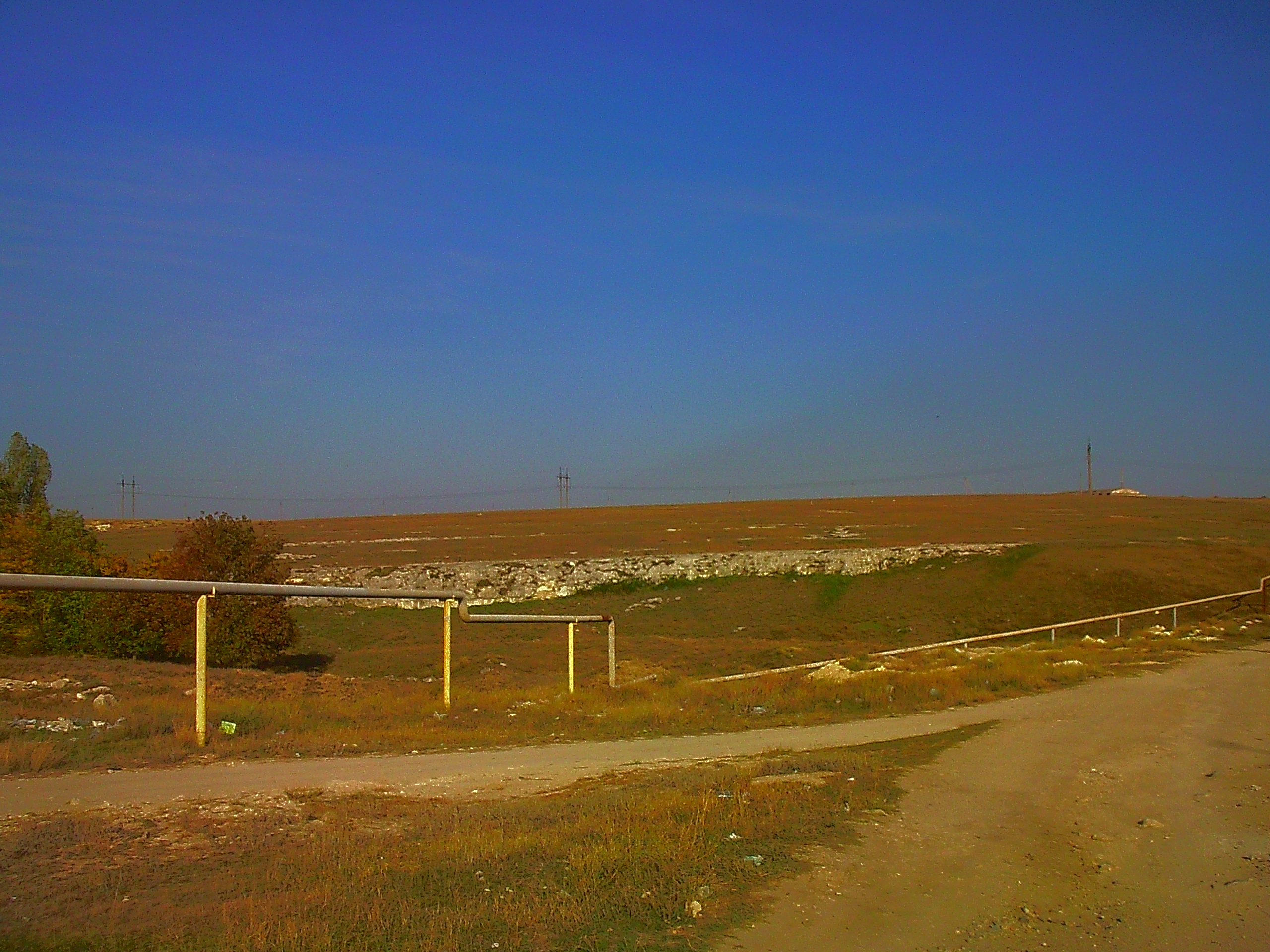
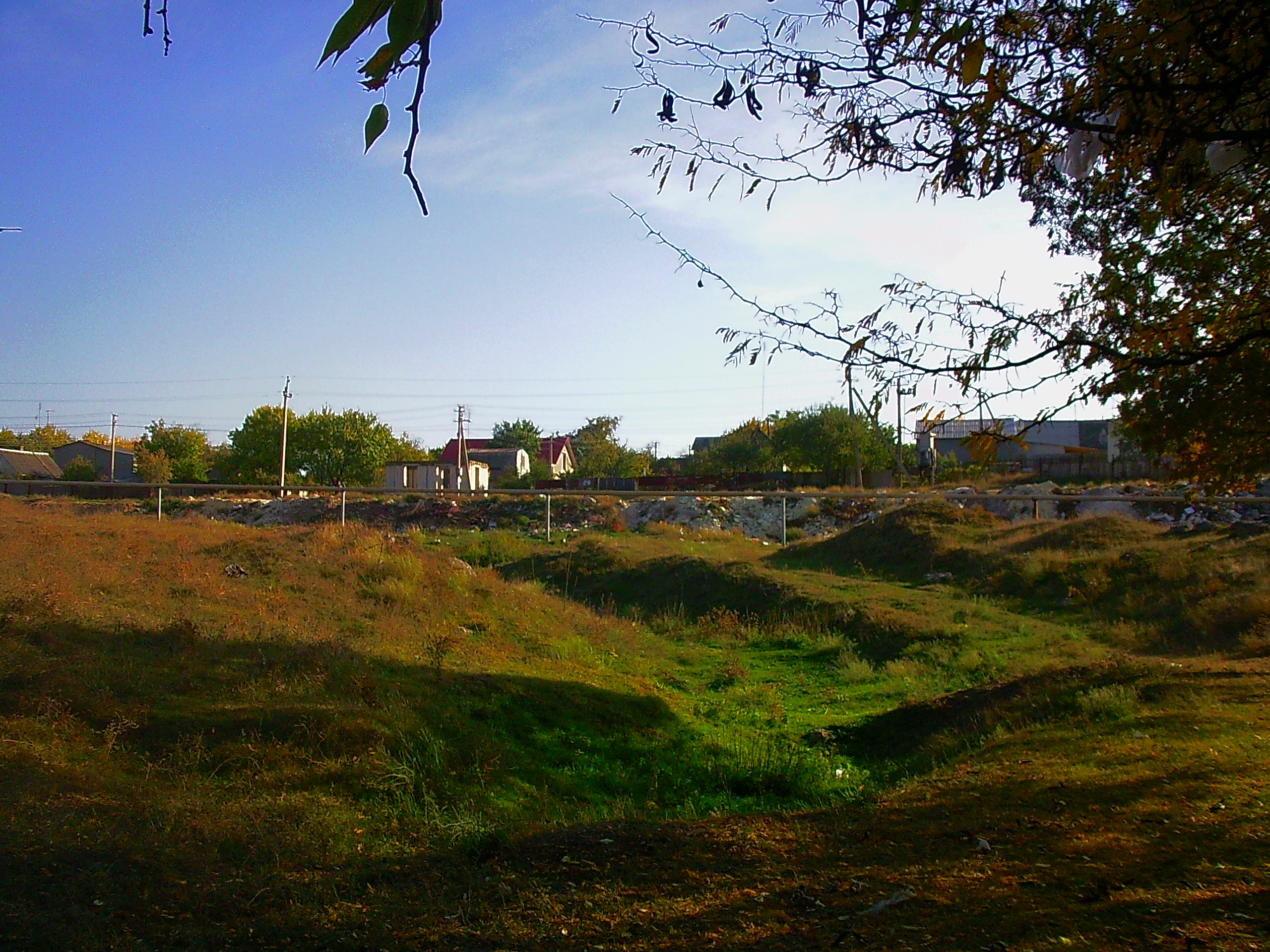
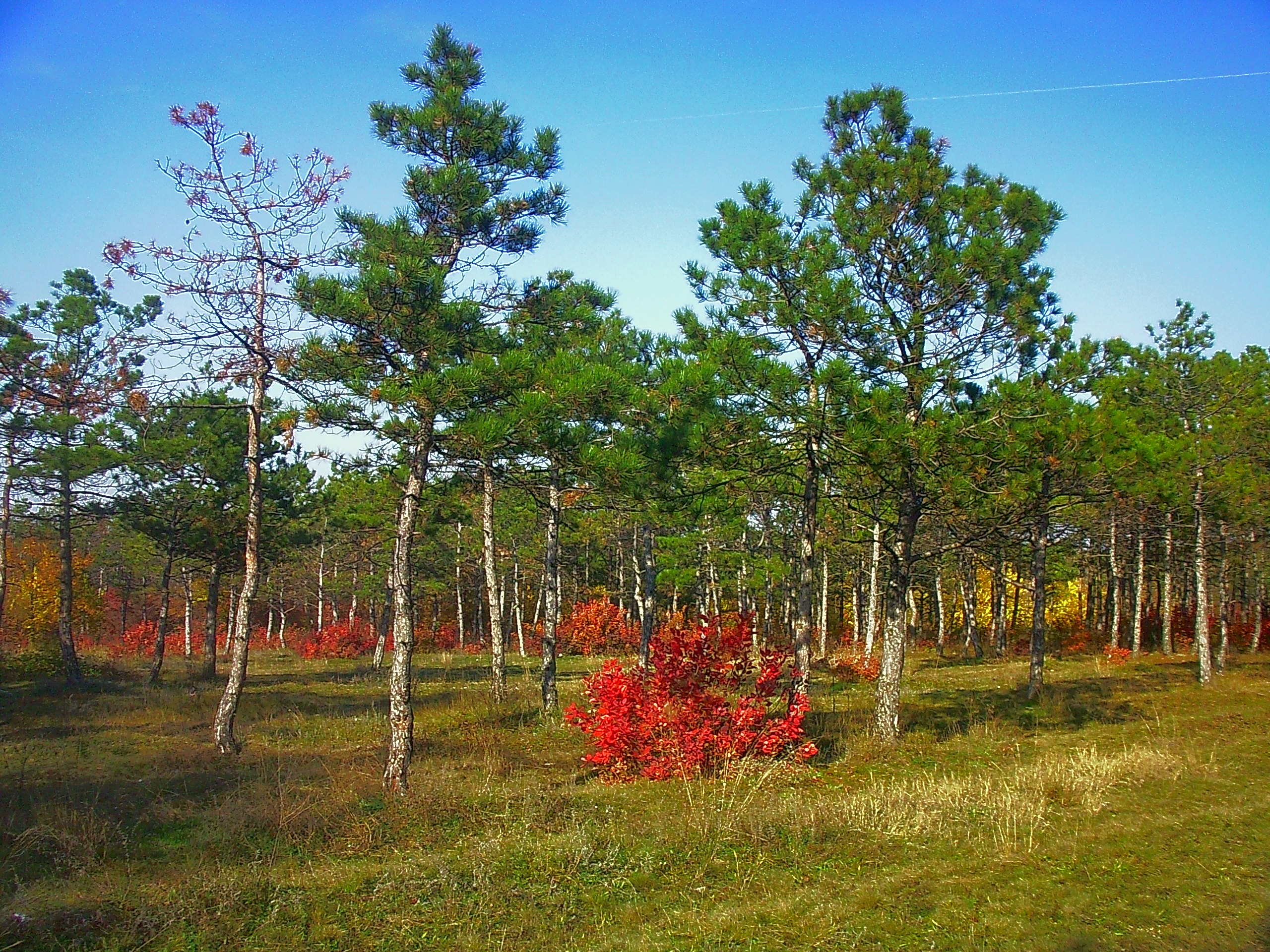
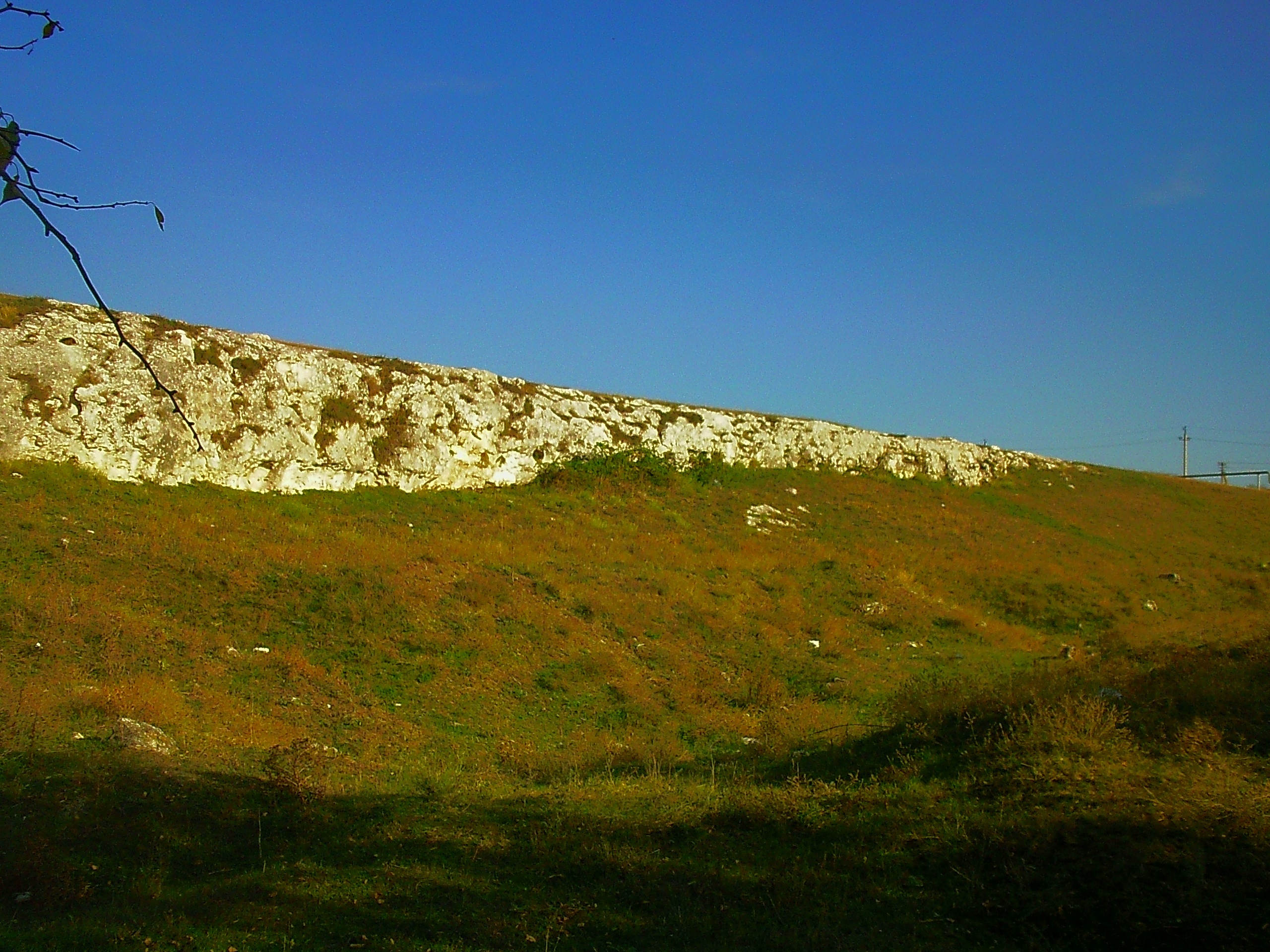
Боурча-Ілга (Кам'янська балка)
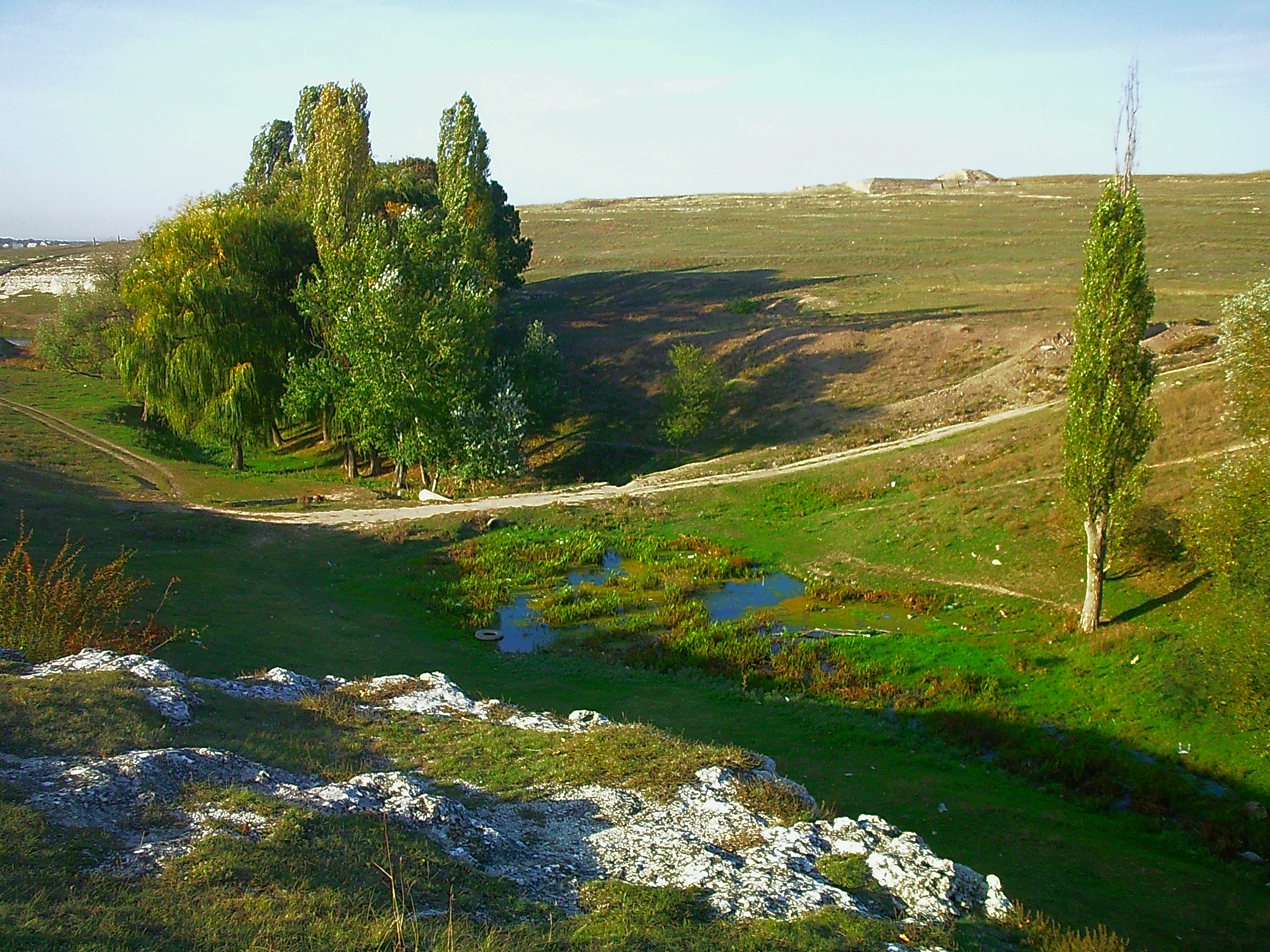
Боурча-Ілга (Кам'янська балка)
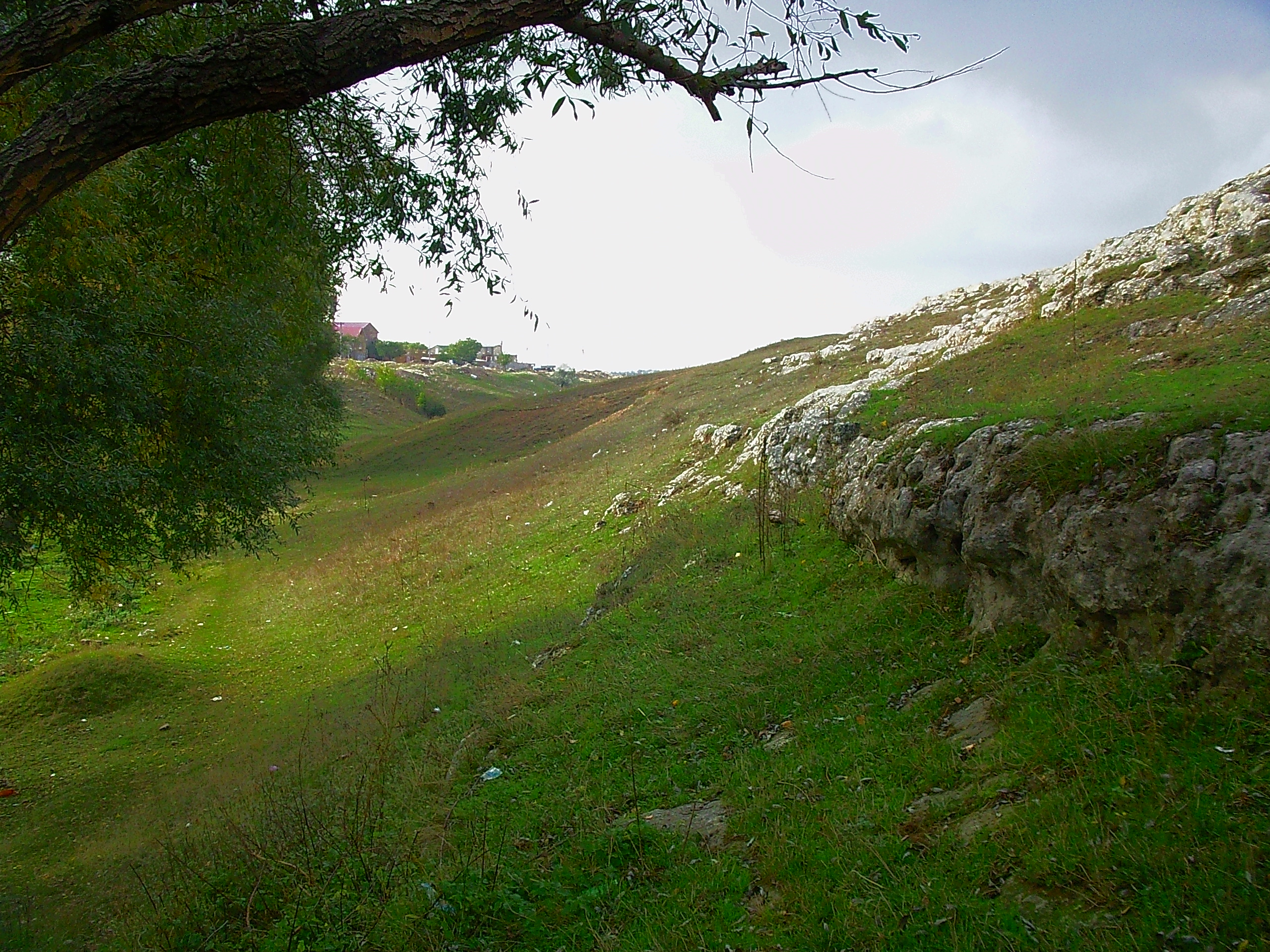
Боурча-Ілга (Кам'янська балка)
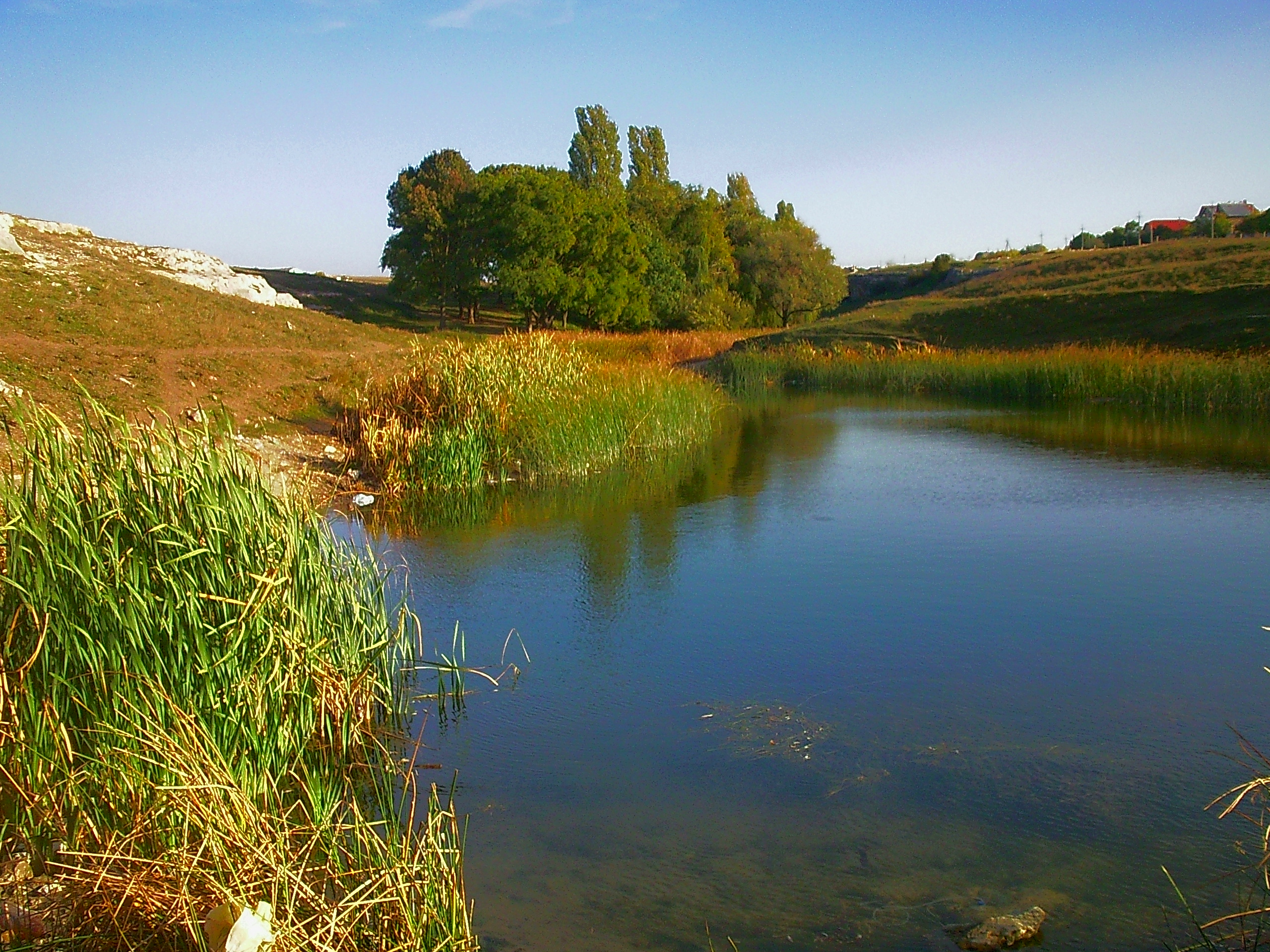
Боурча-Ілга (Кам'янська балка)